# Список дворянських родів Київської губернії

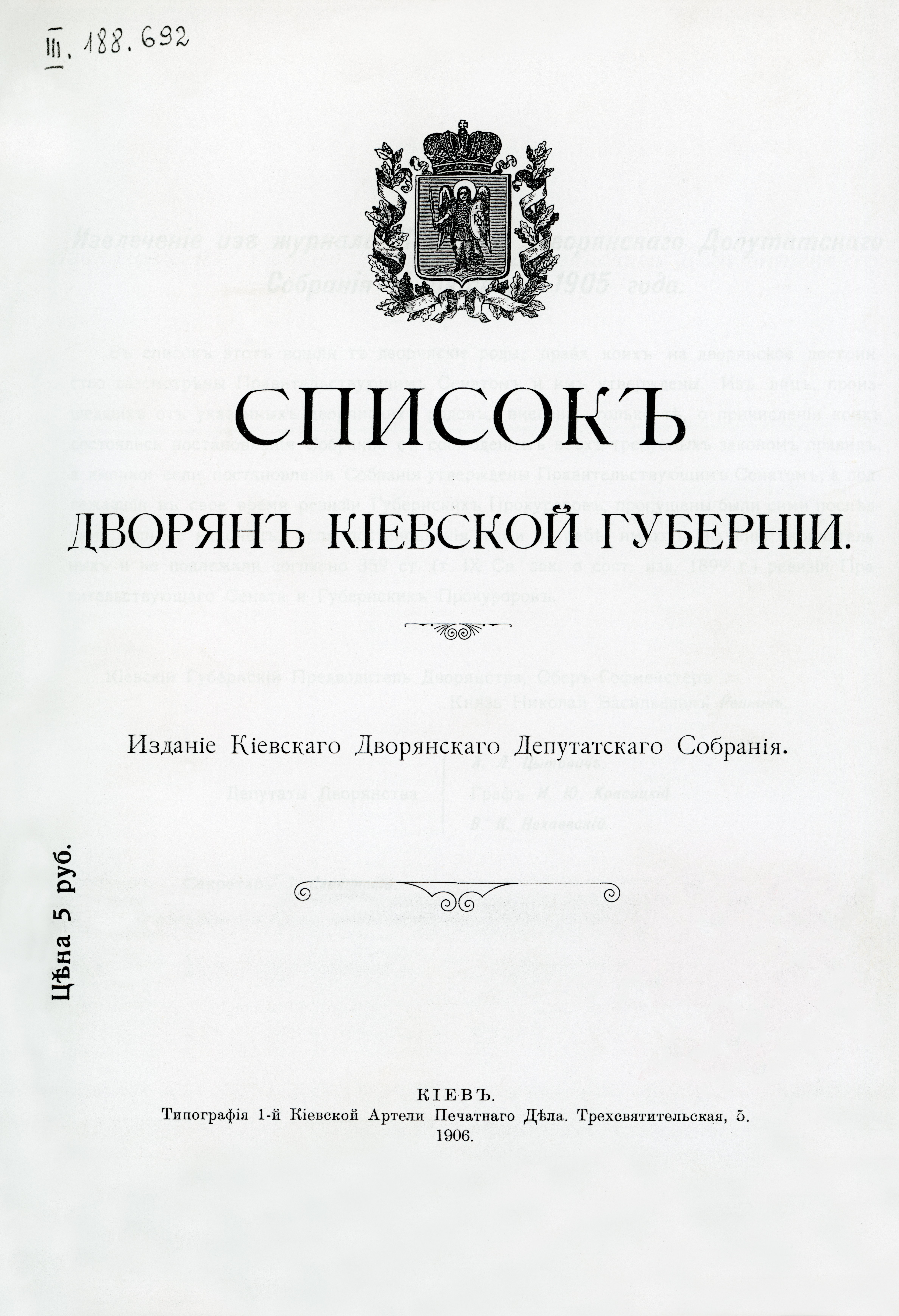
Титульний аркуш «Списку дворян Київської губернії» (1906 р.)

Список дворянських родів Київської губернії - офіційне друковане видання дворянського депутатського зібрання Київської губернії, яке містять список дворянських  прізвищ і осіб, час зарахування їх до дворянства із зазначенням їхніх предків. Ці дані наводяться на підставі Дворянської родовідної книги Київської губернії, яка велася предводителями дворянства по роках і за алфавітом з 1785 року. Надруковано в Києві в друкарні Київських дворянських депутатських зборів в 1906 році з дозволу Київського губернатора[1]. 

## З історії губернських родовідних книг
У 21-й день квітня 1785 року, видана Катериною II грамота поставила неодмінною вимогою до дворян: вписування в "Родовідну книгу" тієї губернії, де мають вони населений маєток. Для того, щоб вписатися в родовід, треба пред'явити повітовому предводителю дворянства права свої на це. Повітовий предводитель засвідчував клопотання дворянина і подавав його до губернського дворянського депутатського зібрання з усіма представленими документами, що підтверджують дворянські права того, хто заявляє бажання вписатися в "Родовідну дворянську книгу" своєї губернії. Крім того, в грамоті 21 квітня 1785 року вказано ділення "Родовідної книги" на шість частин із зазначенням цих частин для розрядів дворянства - титулованого і нетитулованого,  древнього і того, що дарується за чинами і орденами.

## Структура «Списку дворянських родів Київської губернії»
Дворянська родовідна книга Київської губернії, поділяється на шість частин.
- І — вносилися «роди дворянства жалуваного або дійсного»;
- ІІ — роди дворянства військового;
- ІІІ — роди дворянства, набутого на службі цивільній, а також ті, що отримали право спадкового дворянства за орденом;
- IV — всі іноземні роди;
- V — титуловані роди;
- VI — «давні шляхетські дворянські роди».

## Алфавітний список дворянських родів, внесених у родовідну книгу Київської губернії
- Абрамовичі, Абрамовичі-Бурчаки, Абрамовські, Авенаріуси, Фон-Адлерфлуг-Тунцельман, Адоевські, Адугині, Акермани, Акімови, Акініни, Александрович (герб)Александровичі, Александрівські, Александрові, Алексеєві, Алкалаєві-Калагеоргієві, Алфьорові, Альбранд, Альшинські, Аморейські, Андреєві, Андрієвичі, Андрієвські, Андріящеві, Андрушкевич (герб)Андрушкевичі, Анжело, Анісімови, Аненкови, Аннібали, Антоновичі, Анчевські, Анциферові, Араєвські, Арбузові, Ареф'єві, Аристові, Артем'єві, Архипові, Аудерські, Афанасьєві, Ауліхи.
- Бабіевські, Бабчинські, Багенські, Багриновські, Багоцькі, Базилевичі, Базилевські, Балабухи, Балаклеєві, Балевичі, Балицькі, Балківські, Баневські, Баранові, Баранівські, Баранецькі, Бардецькі, Бароненко-Броновицькі, Барські-Григоровичі, Бартновські-Ярошевичі, Бартошевицькі, Барщевські, Баталіни, Батицькі, Бачинські, Байковські, Безаки, Безвенглінські, Безобразові, Безрадецькі, Безсонові, Безуси, Бекерські, Белдицькі, Беллі, Бельговські, Бельке, Бентковські, Бергман, фон-Бергман, Березовські, Березницькі, Березняки, Беренговичі, Береговичі, Беренси, Берестовські, Беретті, Берлинські, Берліч-Струтинські, Бернацькі, Берхман, Бейнаровичі, Бідермани, Білинські, Бірони, Бірюкові, Біскупські, Благановські, Блажиєвські, Блонські, Блоцькі, Блоцькі-Сніжко, Бнинські, Бобровські, Бобровники, Бобер-Піотровицькі, Бобятинські, Бобирі, Богаєвські, Богатки, Богачові, Богданові, Богдановичі, Богдашевські, Боголєпові, Богомольці, Богоявленські, Богуські, Богуцькі, Богуші, Бодянські, Божинські-Божко, Бойченко, Болевські, Болейки, Болсуновські, Болтунови, Бондаржевські, Борецькі, Бордовські, Борженцькі, Боровскі-Зноско, Бориславські, Борисові, Бормани, Боровицькі, Бородіни, Бороздіни, Боровські, Бортновські, Боруховські, Борша-Држевецькі, Бориславські, Бояковські, Боярські, Бойки, Браїлівські, графи Браницькі, Брановські, Братковські, Бреусові, Бржезицькі, Бржеські, Бржозовські, Брильовські, Бровинські, Броговські, Бродовичі, Бродівські, Бромирські, Броновицькі-Бароненки, Брояковські, Брудницькі, Бугаєві, Будзьки, Будкевичі, Буковські, Булинські, Бунге, Бурдзинські, Буржинські, Буркатові, Бурлеї, Бурчак-Абрамовичі, Буряновські, графи Бутурліни, Бутовичі, Бутузові, Бутишеві, Буяльські, Буйницькі, Бидловські, Биліни, Бистржановські, Бистржицькі, Белєвцові, Бєльскі-Савченки, Білина-Студзінські, Білецькі, Бєлінські, Біличі, Біловодські, Білогриць-Котляревські, Білокопитові, Белькевичі, Бєльські, Белявські, Бєляєві, Беляцькі, Беньовські, Бержинські, Бесядовські, Бялецькі, Бялосукні.
- Ваксман, Валейки, Валицькі, Вальчицькі, Валявські, Варавські, Вараксевичі, Варпеховські, Вархаловські, Василевські, Васильєви, Васильківські, Васькевичі, Васневські, Васьковські, Васютинські-Лехно, Васютинські, Ващенко-Захарченко, Ващенко-Подольні, Векери, Вельц, Венгери, Венглинські, Венгловські, Вендо, Вердеревські, Верьовкіни-Шелюти, Вержбицькі, Вериго-Даровські, Вержицькі, Весоловські, Вейли, Вейси, Вігури, Вілінські, Вількині, Вільчинські, Вінницькі, Вірські, Вислоцькі, Віслоухові, Вітвицька, Світл. кн. Сайн-Вітгенштейн, Вітевські, Вітковські, Вітушинські,  Вишневські, Вишніовські,  Вишницькі, Вишнякові, Влодковські, Волковихи, Волконські, Володимирові, Володковичі, Волотовські, Вовчанські, Волчанецькі, Вольські, Волянські, Вондаловські, Вонсовські, Вос-Делла, Воргуленки, Воробйові, Воронкові, Воскресенські, Вояківські, Войниловичі-Нянківські, Войно-Ясенецькі, Войнові, Войцеховські, Вржещ, Вроблевські, Вронські, Вроченські, Врочинські, Врублевські, Вульфи, Виговські-Лучиці, Виговські, Вилежинські, Висоцькі-годземба, Висоцькі, Височанський, Вишинський, Вишпольского, Вельгорскіе, Венцлавські, Вержбицькі, Вержховецькі, Вешеневські.
- Габель, Гаєвичі, Гаєвські, Галензовські, Галенковські, Галимські, Галкіни, Галущинські, Гамми, Ґампери, Ганзи, Ганкевичі, Ганські, Гасперські, Гассовські, Гатчині, Гаугери, Гайдівські-Потаповичі, Гайковські, Гебель, Гековичі, Гембицькі, Генкель, Геппенери, Герасименки, Герасимові, Геращеневські, Фон-Гершельман, Гессе, Гетулевичі, Гейбель, Гейбовичі, Гейни, Гзель, Гібнери, Гінси, Гірси, Гірши, Глажевські, Глазиріни, Глембоцькі, Глінки, Глинські, Гловацькі, Гноінські, Говоровські, Гоголівські, Годзембо-Висоцькі, Годлевські, Годило-Годлевські, Годлинські, Гоздава-Голембіовські, Гоздзіковські-Дуніни, Гоздовські, Голенковські, Голішевські, Головачові, Головінські, Головіни, Головки, Головни-Чарни, Голинські, Голишкіни, Голуби, Голубовські, Гомолинські, Гонсіоровські, Гоноровичі, Горвати, Гродіевські, Горецькі, Горжевські, Горжковські, Горіни, Горковенки, Городенські, Городецкіе, Горніцький, Горянські, Гори, Госневські, Готліби, Гощинські, Гойжевські-Добкевичі, Грабовські, Гревс, Гереки, Грекові, Гренберги, Грибовські, Григоровичі-Барські, Григоровичі, Григорьєви, Гринаковські, Гриневичі, Гриневицькі, Гриневські, Гричуки, Гришкові, Грищенки-Меленевські, Грозицькі, Гродецькі, Грозмани, Грозови, Грози, Громашевські, Громницькі, Громико, Грудзинські, Грудинські, Грудзевичі-Нечай, Грушецькі, Грущинські, Гудим-Левковичі, Гуовські, Гулаки, Гульковські, Гульковіуси, Гуляницькі, Гумілевські, Гумницькі, Гуранди, Гурковікії, Гурковські, Гурчинські, Гусаковські, Гускіни, Гутмани, Гутковські, Гуйські, Фон-Гюббенет.
- Давидковські, Давидовичі, Давидові, Дальовські, Далькевичі, Даневські, Даниловські, Даниловічі, Даніловські, Данилові, Даровські-Веріго, Дахновичі, Даховські, Дашкевичі-Кундзичі, Дашкевичі, Двораківські, Дворжецькі, Делла-Вос, Дембські, Світл. кн. Демидові-Лопухіни, кн. Демидові, Сан-Донато, Демидові, Демочани, Демьяновичі, Денбіцькі, Денекині, Динисенки, Денисові, Дергимани, Держинські, Деркачові, Деркучевські, Дессимони, Дешини, Дзвонковські, Дзевалтовські, Дзевановські, Дзердзеєвські, Дзевіцькі. Дзенькевичі, Дзержановські, Дзержки, Дзюбенко-Козяровські, Дзюси, Діденки, Диріни, Длужевські, Длуські, Дмитровичі, Дмитрієві, Добкевич-Гойжевські, Добржанські, Добржанські-Сталіон, Добржицькі, Добринські, Добкевичі, Добровольські, Добротвірська, Довнар-Запольські, Дов’яковські, Додаєвські, Долгові, Дольци, Доляновська, Домаєвські, Доманські, Доманицькі, Домбські-Любранець, Домбрович-Щепановські, Домбровські, Доні, Донцові, Дорожинські, Дорошенки, Доршпрунг-Целіцо, Драчевські, Дреліховські, Држевецькі-Борша, Држевецькі, Дризени, Дрогоіовські, Дрогомирецькі, Дрогомерецькі, Дружиніни, Дубинські, Дубовські, Дубравські, Дубяго-Репойто, Дудзинські, Дудіни, Думницькі, Дунаєвські, Дунаєві, Дуніни-Заусцинські, Дуніни, Дуніни-Гоздзіковські, Духівські-Посадські, Душакевичі, Душинські, Дьяченки, Диаковські, Дибовські, Дибковські, Дибські, Димінські, Димовські, Диновські, Дятеловичі.
- Енгель, Енгельгардти, Ергардти, Ертель, Етлінгери, Ейленгаупт, Ейсмонти.
- Єгорови, Єзерські, Еланковські, Єліашевіиі, Єнохіни, Єременки, Єремеєві, Єрличі, Єречневі, Юхимовичі, Єничі-Скуміни, Єзерські-Левальд.
- Жадвойн, Жандри, Жарчинські, Жайковські, Жданові, Жебровські, Желехівські, Желінські, Желізки, Жеребецькі, Живоглядові, Живульти, Жигори, Жизновські, Жиліни, Жилінські, Житинські, Житковські, Жмієвські, Жмудські-Плікус, Жовківські, Жолько-Міткевич, Жолмирські, Жолинські, Жоховські, Жуки, Жуковські, Жукови, Жулині, Журавльовичі, Журавські, Жураківські, Жучок-Жураківські, Журовські.
- Заблоцькі, Заборські, Заборовські, Завадзькі, Завадські, Завадинські, Звістовські, Завроцькі, Заграйські, Загорські, Загробські, Задарновські, Зайончковські, Закревські, Закусили, Залевські, Заліски, Залеські-Саріуш, Заллерц, Замлинські, Занаревські, Заницькі, Заньковські, Запольські, Запольські-Довнар, Запорізькі, Запреєви, Заренбо (Зарембо), Заремби, Заржицькі, Затлери, Заусцинські-Дуніни, Захарови, Захарченко-Ващенко, Зашкевичі, Защинські, Зайковські, Збожнякевичі, Зборовські, Зборомирські, Зброжеки, Збишевські, Зворські, Звержховські, Зверовичі, Згерські-Струмило, Згорські, Здановичі, Здановські, Здорови, Здзеховські, Зеленай, Зелионка (Зеленко), Зелині, Зелінські, Землі, Зененкови, Зіверти, Златоверховнікови, Злоторовичі, Змачинські, Зміївські, Змігродські. Зноско-Боровські, Золотарьові, графи Зотови, Зуєвичі, Зуєви, Зубковичі, Зубковські, Зубкови, Зубовські, Зубчевські, Зелінські, Зябишеві.
- Іваненки, Іваницькі, Іванові, Іванівські, Іванські, Івашкевичі, Іващенки, Івенси, Вербицькі, Ігнатовичі, Ігнатовські, графи Ігнатьєви, Ідзиковські, Ізопольські, Ізюмови, Іконникові, графи Ілінські, Іллясевичі, Іллінські, Ільїни, Ільницькі, Ільяшевичі, Інглезі, Іржикевичі, Ісакови, Іскри, Істоміни, Іценки. Ієнкени, Ієропеси, Іодковські, Іокиші, Йорданські, Фон-Іорк, Іотейки.
- Кавецькі, Кавинські, Кавонські, Казанські, Казимірські, Калагеоргіі, Калагеоргієві-Алкалаєві, Калашникові, Каленіуси, Каленські, Калінині, Калиннікові, Калиновські, Калинські, Калити, Калусовські, Кальм-Подоські, Кам'янські, Каменцові, Камінські, Кандиби, Канівські, Каніговські, Каницькі, графи Канкрині, Каньські, Капустіни, Караваєві, Карачевські, Карвовські, Карлизеєви, Карницькі, Карновичі, Карнеєві, Карпінські, Карповичі, Карпові, Карсунські, Карчевські, Касаткіни, Касперські, Кастеллі, Катаурови, Качанівські, Качинські, Качоровські, Каймовські, Квашини-Самаріни, Квітки (слобожанський рід)Квітки, Квятковські, Кедріни, Кейзери, Келюса, Келяновські, Кендржицькі, Кершніовські, Киінські, Кипайтули, Киріацькі, Кисілевські (Кисілевські), Кисилевичі, Кисельові, Кисличенки, Кістяківські, Китіцині, Кици, Кладиноги, Кладкевичі, Климовичі-Теренецькі,  Климовські, Кліоновські, Клуссінш, Кнори, Книшеві, Княгиницькі, Кобельські, Кобцеві, Кобилінські, Кобилянські, Ковалевські, Ковалькови, Ковальські, Ковальські-Шмід, Ковернінські, Ковеснікови, Ковнацькі, Коденські, Кодієві, Кожуховські, Козакевичі, Козаковські, Козачинські, Козачкові, Коєзерадські, Козики, Козини, Козловські, Козлові, Козубовські, Козубські, Козяровські-Дзюбенки, Кокарєві, Колбасьєві, Колбе, Колінки, Колкунові, Кологривові, Коломійцеві, Колосовські, Колосові, Колчаки, Колчигині, Колчині, Колишки, Комаровські, Коморницькі, Коморовичі, Конарські, Конаровські-Саховичі, Кондратенки, Кондратовичі, Кондрацькі, Конкаловичі, графи Коновніцині, Конопацькі, Коносевичі, Консенціуш, Константинові, Коншиці, Копанські, Коперницькі, Коптєві, Копчинські,  Копьєві, Копилові, Корбути, Кордиші, Корейші, Корженевські, Корженіовські, Корзонові, Корзуни, Корицькі, Корниловичі, Коробкині, Коровай-Метелицькі, Корольові, Королькові, Корсаки, Корчинські, Коско, Космовські, Коссаківські, Косовські, Косович, Костецькі, Косткевичі, Костржицькі, Костро, Кострубські, Косцинські, Косюри, Котикові, Котковські, Котляревські, Котляревські-Білогріц, Котлярові, Котовичі, Котовські, Котюжинські, Кохно, Коцевольські, Коцюбинські, Кочоровські, Кочмаржинські, Кочубеї, Кошарські, Кошиці, Кошульки, Краєвські, Кропивницькі, Красінські, графи Красицькі, Красковські-Юскевич, Краснодембські, Красноленцькі, Краснопольські, Красовські, Красуські, Краузе, Крашевські, Кременецькі, Кречмер, Крейхелі Фон-Швертберг, Кржечковські, Кржівецькі, Кржижановські, Кржижаньські, Кржічковські, Кржижановські, Кривошапкині, Кривцові, Криницькі, Кронштейни, Кропивницькі, Крохині, Круглові, Круковські, Крутені, Крушельницькі, Крижанівські, Криловські, Кубашевські, Кобеляцькі, Кублицькі-Піотухи, Кувичинські, князі Кудашеві, Кудравцові, Кудревичі, Кудрявські, Кудирські, Кузьминські, Кузнєцові, Кузьмиченки, Кукулевські, Кулаківські, Куліші, Куликівські, Кульпицькі, Кульчицькі, Кунати, Кунзичі-Дашкевичі, Кундервичі, Куницькі, князі Куракині, Курдвановські, Курдюмові, Куриловичі, Курмановичі, Куровицькі, Куровські, Кутиловські-Соколи, Кутові, Кухаревичі, Кухарські, Куцівські,  Кучальські, Кучевські, Кучинські.
- Лабенські, Лаврівські, Ладо, Лазицькі, Лазові, Лапицькі, Лаптєві, Ларіонові, Ластівчині, Лебедєви, Левальд-Єзерські, Левандовські, Леванди, Левинські, Левицькі, Левковичі, Левковичі-Гудими, Ледуховські, Леко-де-ла-Томбель, Леліовські, Лемке, Ленчевські, Ленчицькі, Леонові, Лерхе, Лесецькі, Летецькі-Швогер, Лехна-Васютинські,Лещинські, Лейковські, Лібмани, Лівенці, Лівські, Лільє, Лимінські, Ліницькі, Ліновські, Ліпінські, Липківські, Липницькі, Ліппоман, Лисенко, Лісневські, Лісовські, Листовські, Лисянські, Литвинові, Літинські-Піскаревичі, Лихолєтові, Личкові, Лобачевські, Логвінови, Логгінові, Лоде, Лозинські, Лозицькі, Ліктьові, Ломтєві, Лопацькі, Лопухіни, Светл. князі Лопухіни - Демидови, Лопушанський, Лосевічі, Лосинська, Лоскевічі, Лошевскіе, Луговські, Лужецькі, Лужинські, Лукашови,Лукашевичі, Лукіни, Лукомські, Лук'яненки, Лук'яновичі, Лунди, Лупши, Луценки, Луцкевичі, Луцькі, Лучиці-Виговські, Лучинські, Лущики, Львови, Лиховські, Лебові, Любанські, Любарці, Любецькі, Любимові, Любінська, Любовідзькі, князі Любомирські, Любранець-Домбські, Люценки, Лянгерти, Лясковські.
- Мааки, Магери, Мадейські, Маєвські, Мазаракі, Мазевські, Мазюкевичі, Макаревичі, Македонцеві, Маковські, Маковецькі, Макутіни, Макухіни, Макеєві, Мальовані, Малецькі, Малицькі, Малиновські, Малишевські, Малєнінови, Мальчевські, Мандзенки, Мандрики, Манжет, Мануїлові, Манцевичі, Маркелові, Маркевичі, Маркіни, Марковські, Мартиновські, Мартьянові, Марцинкевичі, Марцинківські, Марцишевські, Марченки, Маршицькі, Маришеві, Масальські, Масленнікові, Масловські, Маслові, Матковські, Матушевичі, Матчинські, Матяшевичі, Мацевичі, Маціовичі, Мацкевичі, Мацневі, Мацони, Машівські, Мебеси, фон-Мевес, Медведєві,  Медвецькі, Медер, де-Мезер, Фон-Мекк, Меленевські, Меленевські-Грищенки, Меленевські-Стретович. Меленські, Мельникови, Менжинські, Менчинські, Мержеєвські, Мерінги, Меркулові. Мертенс, Метелицькі-Коровай, Мехеди, Мещерські, барони Мейендорф, Мейер, Мігай, Мигуліни, Мизецькі, Миклашевські, Миклухи, Милашевичі, Мілевські, Міллери, Мілошенські, Мілянські, Мілятицькі, Мінькевичі, Мірами, Мірасхеджі, Мировичі, Мироничі, Миронови, Мирошкіни, Мирські, Місерскіе, Місюревічі, Міткевич-Жолтко, Мітрашевскіе, Мітрохін, Міхалонови, Міхалевська, Михаловські, Михайлові, Михновські, Міцкевичі, Міцкевичі-Ринвід, Міштольти, Міщенки, Мйончинські, Млодецкого, Могильницький, Модзелевскіе, Мокоса-Шибінський, Мокошінскіе, Мокржицькі, Мольські, Монастирські, Монкевичі, Монтрезори, Мончинські, Моравські, Моргульци, Мордасевичі, Моржковські, Морозові, Мостицькі, Моссаківські, Мотилевичі, Моцоки, Мочарські, Мошинські, Мощенські, графи Мощенські, Мрочковські, Мудрові, Мурзенки, фон-Мунки, Мусіни-Пушкіни, Мурашки, Мєшковські, Мяновські, Мясоєдови, Мятлеві
- Навродські, Нагінські, Надєждині, Назимки, Накельські, Наленч, Нарбути, Насонові, Наумові, Невгадові, Невірівські, Невлінські, Неводовські, Невядомські, Невяровські, Незвецькі, Некрашевичі, Немінські, Немиричі, Немченки, Ненюкові, Непокойчицькі, Непорожні, Несуловські, Нехаївські, Нечаєві, Нечай-Грузевичі, Неймани, Нівінські, Нижанківські, Никитенкові, Никітіни, Никифорові, Николаєві, Нікольські, Никоровичі, Новаківські, Новинські, Новицькі, Новосельські, Новосельцові, Ноги, Норверти, Носач-Носкові, Носкові, Нуджевські, Недзельські, Ніжинські, Ніжині, Нянковські-Войняловичі
- Оберучеві, Оборські, Обремські, Обухівські,Овсяні, Оглоблині, Огоновські, Одржівольскі, Озерські-Паше, Озеровські, Олесницькі, Олехновичі, Олізари, Олтаржевські, Ольбішевські, Ольшамовські, Ольщанські, Ольшевські, Онихімовські, Опенховські, Опитці, Опокові, Оппокові, Опочинські, Оржеховські, Орлицькі, Орловські, Орлові, Осинські, Оскерки, Оскнери, Осмольські, Осовські, Оссовські, Графи Фон-Дер-Остен-Сакен, Островські, Остроградські, Остромецькі, Остроумові, Осецькі, Очосальські.
- Павлинські, Павловичі, Павловські, Павловські-Папроцькі, Павлові, Падлевські, Падлевські-Скорупки, Падури, Пакуцькі, Палієнко, Пальховські, Пальчинські, Пальшау, Панаєві, Панасюки, Панови, Панютині, Папроцькі, Папроцькі-Павловські, Парафієвські, Пархоменк, Парфьонові, Парчевські, Паскудські, Пафнутьєви, Паціорковські, Паци, Паши-Озерські, Пашкевичі, Пашковські, Пащенки, Пелрашкевичі, Пелчинські, Пензіни, Пеніожкевичі, Пєнкін, Пенські, Пересвєт-Солтан, Перетіаткевичі, Перковичі, Перковські, Перро, Перські, Петракові, Петрище-Салатко, Петровські, Петрові, Петропавловські, Петрусевичі, Петр, Пешинські, Пищанські (Піщанські), Пивоварові, Піленки, Пілецькі, Пилявські, Пироцькі, Пірські, Піскаревичі-Литинські, Піскорські, Письменні, Піонтковські, Піотровичі, Піотровіцькі-Бобр, Пиотровські, Піотухи-Кублицькі, Плаксовські, Плахові, Плеські, Плеханови, Плікус-Жмудські, Плиско, Пловецькі, Плоновські, Плохоцькі, графи Плятери, Плятзери, Плюти-Шатан, Пнівські, Повалко- Швейківські, Повілевичі, Погорілки, Підвисоцькі, Підгаєцькі, Підгородецькі, Підгірські, Поджіо, Подолинські, Подольні-Ващенко, Подоські-Кальм, Підрізани, Подсендковські, Позняки, Познанські, Покрживіцькі, Поллі, Полубінські, Полинові, Поляківські, Поляновські, Полянські, Пом'яни, Понговські, Пономарьови, Понтус, Понятовські, Попандопуло, Попелі, Попови, Порембські, Порчинські, Посадські-Духівські, Посудзевські, Потапови, Потаповичі-Гайдівські, Потемпські, Потоцькі, Графи Потоцькі, Похвиснєві, Пояркові, Пражевські, Пражмовські, Преснухині, Прехтлі, Пржеалинські, Пржевлоцькі, Пржесмицькі, Пржестиніські, Пржибишевські, Пржибитевичі, Пржикуцькі, Пржиленцькі, Принцлейни, Приходкині, Прокопенко-Чопівські, Прокоповичі, Прокоповичі-Терлецькі, Прокофорові, Прокоф'єви, Прокофф, Просіни, Проскури-Сущинські, Протасовецькі, Протасові, Протасьєві, Протобовери, Протопопови, Прохницькі, Прохорові, Проценко, Прудкевичі, Прусиновські, Прушинські, Пузинські, Пузиревичі, Пусторослєви, Путковські, Пухальські, Пучневські, Пушкін-Мусіни, Пфейфери, Пишенкові, Певницькі, Пеньковські, Пинкові, Песляки, Пєтухові, Пеховські, Пяєцькі, Пясковські, П'ятигоровичі.
- Рабчевські, Равич, Радзіковські, Радзишевські, Радзієвські, Радзевановські, Радкевичі, Раї, Раковецькі, Раковські, Ральцевичі, Рапчинські, князі Ратієві, Рафаловичі, Рафальські, Рахальскі, Рапіборські, фон-Ребіндер, Рево, Ревенські, Регаме, Редрови, Резановичі, Рекшинські, Рембертовичі, Ремінські, Ренненкампф, Рєпіни, князі Рєпніни, Репойто-Дубяго, Рещинські, Рейни, Рейтлінгери, Рейхардти, графи Ржевуські, Ржепецькі, Ризничі, Ризи, Ринек, Робачинські, Ровинські, Рогавецькі, Роговські, Рогожини, Рогозінські, Родзевичі, Родзянко, Родіонови, Роївські, Роєцькі, Рожанські, Різдвяні, Рожицькі, Рожнятівські, Розлачі, Розови, Рокосовські, Романенки, Романкевичі, Романівські, Романовичі, Романови, Ромашевські, Роменські, Ромери, Ромішовські, Росновські, Росонтовські, Ростовцові, Росцишевські, Ротт, Рубани, Рубинські, Рубінштейни, Рудевичі, Руднєві, Рудковські, Рудницькі, Рудзькі, Рудзькі-Скарбек, Рудська, Рудченки, Рузські, Руліковські, Рулицькі, Русанівські, Русецькі, Рутковські, Руцинські, Рибачкові, Рибінцеві, Рибковські, Рибчинські, Рикальскі, Рильські (Сцибор), Римкевичі, Ринвід-Міцкевичі, Рипінські, Рихлицькі.
- Сабатовські, Саваневські, Савельєви, Савицькі, Савичі, Савчини, Савостьянові, Савченко-Бельскі, Савченко, Сагатовські, Садівські, Сазоновичі, графи Фон-Дер-Остен-Сакени, Салагови, Салатко-Петрище, Самаріни-Квашини, Самбук-Самбори, Самгіни, Самонові, Саноцькі, Саріуш-Залеські, Сарновські, Сафронови, Саховиічі-Конаровські, Сахарови, Сахновські, св.  князь Сайн-Вітгенштейн, Сварчевськї, Свідерські, Свирські, Свинцькі, Свенцицькі, Свєти, Свєшнікови, Свейковські, Севастьянові, Сегети, Седлецькі, Селецькі, Селіванови, Селінги, Селярентковські, Семашки, Семеко, Семенови, Сементовські, Семигановиічі, Семковські, Семчевські, Сенаторські, Сендзіковські, Сенковські, Сербулови, Сердюкови-Степури, Середницькі, Сивицькі, Сівковські, Сигиревичі, Сидорацькі, Сидоренки, Сидоровичі, Сікарди, Сікорські, Сікстель, Симонолевичі, Синицькі, Сипачеві, Ситницькі, Сицинські, Скальські, Скаржинські, Скарбек-Рудзське, Скворцови, Скібіцькі, Скіргелло, Скляревичі, Скодовські, Скородинські, Скорупко-Падлевські, Скочки, Скребецькі, Скржинскі, Скржечковські, Скрипкіни, Скрипчинські, Скробонські, Скуміни-Єничі, Скуратовські, Славинські, Сластіони, Следзевські, Сливинські, Сломовські, Слоневські,  Слупецькі, Слухаєвські, Слєсаревські, Сляські, Смірнови, Смицькі, Смоленські, Смоленські (Смолінські), Смольницькі-Стрвяж, Смольянинові, Смородинові, Смульські, Смисловські, Снетковські, Снігірьові, Сніжко, Сніжко-Блоцькі, Собко, Соболевські, Соботкевичі, Собещанські, Совєцькі, Сокальські, Соколікови, Соколовські, Соколові, Соколи-Кутіловські, Соколи-Черниловські, Сокульські, Солецькі, Солнцеви, Соловкові, Солоніни, Солтан-Пересвєт, Солтикевичі, Сольські, Сомерси, Сонгайла, Сопоцькі, Сопотницькі, Сорочинські, Сосницькі, Сосновські, Софіано, Софроновичі, Соханські, Сохаржевські, Сохацькі, Сперанські, Спіри, Сржедницькі, Ставиські, Сьтавровські, Ссталіон-Добржанські, Станіславські, Станішевські, Станьковські, Старцеві, Старкові, Статкевичі, Стафієвські, Стафеєві, Стахурські, Сташевські, Сташенко, Сташкевичі, Стемпковські, Стемпліовські, Стемпніовські, Степновські, Степанови, Степові, Степурині, Степури-Сердюкові, Стефановичі, Стефановські, Стеценко, Стецкевичі,  Столбецови, Стоцькі, Стояновські, Страдецькі, Стратиновичі, Страшинські, Страшкевичі, Стрвяж-Смольницькі, Стремоухові, Стретович-Меленевські, Стржалковські, Стржелецькі, Стройновські, Стругевичі, Струмілло-Згерські, Струтинські-Берлич, Стрілецькі, Стрельцові, Студзинські (Білина), Студзинські, Ступнікови, Стиценко, Сувчінські, Суговдзь, Судольські, Судравські, Суковкіни, Суловські, Сумовські, Суріни, Суровцови, Сусловські, Сусаліни, Суські, Сухінові, Суходільські, Суходубовські, Сушицькі, Сущинські-Проскури, Сцибор-Рильські, Сціславчські, Сиревичі, Сирокомські, Сичевські, Седлецькі, Сєдові, Селицькі, Семашко, Сеницькі, Сенкевичі, Сераковські, Сершховські.
- Табачникові, Табенські, Табецбкі, Табусіни, Тальберг, фон-Таль, Тарановські, Тарасові, Таргоній, Тарнавські, Тарновські, Тарновецькі, Татаринові, Татарові, Тележинські, Теренецькі-Климовичі, Тереховичі, Терещенки, Терлецькі-Прокоповичі, Терлецькі, Тернери, Теріловські, Терпицькі, Тетеруківські, Тецнери, Тідемани, Тілло, Тильтіни, Тимашеві, Томаківські, Тиханові, Тихоцькі, Товбичі, Токарєви, Токарські, Толкунові, Толлі, Толочинові, Толочко, Телстинські, Томасони, Томашевські, Леко-де-ля-Томбель, Томси, Тонкошкуренки, Топчевські, Торські, Трандофілови, Трапціни, Траскіни, Трезвинські, Трембицькі, Трентовські, Трепові, Тржецеські, Тржецецькі, Тржцинські, Трипільські, Трітшелі, Троїцькі, Трофимові, Троцькі, Трощинські, князі Трубецькі, Трубецькі, Труль, Трушевські, Трушковські, Туловські, Тулові, Тумановичі, Тунцельман-Фон-Адлерфлуг, Туриновські, Турківські, Туркул, Турчанинові, Турчевичі, Тур, Тустановські, Тутковські, Тхоржевські, Тишецькі, Тишкевичі, графи Тишкевичі, Тишковські, Тичинські, Тюренкові.
- Удимовські, Узембло, Уздовські, Улашині, Ульскі, барони Унгерн-Штернберг, Урбанські, князі Урусові, Усови, Устругови, Утіни, Ушмарські.
- Фабриціуси, Фаворові, Фадеєві, Фаленцькі, Фалеєві, Файгелі, Федоровські, Федорові,  Федотови, Федченки, Федяї, Фелькнери, Фідлер, Філімонови, Філіпповичі, Філіповичі, Філіповські, Фінк-Фіновицькі, Фішери, Фиші, Фіалковські, Флейшер, Фліорковські, Форкевичі, Фосси, Фонтани, Франківські, Фредри, Фролови, Фронцкевичі, Фудаківські, Фурині, Федотови-Чеховські, Фоміни, Фомішкіни.
- Хаборські, Ханенки, Хамець, Харчевські, Харкевичі, фон-Харт, Хілінські, Хільчевські, Хімотченки, Хінцинські, Хмуржинські, Хмелевські, Хмеленські, Хмеліовські, Ходецькі, Ходзицькі, Ходзинські, Ходинські, Хоєцькі, Хойнацькі, Хойновські, Холєвинські, Холодецькі, Холмогорові, Холостенки, Хомутиніни, Хоржевські, Хотковські, Хршонстовські, Хржонщевські, Христиничі, Христовські, Хронщевські, Хурамовичі, Хутковські.
- Цандри, Цвітковські, Целіцо-Доршпрунг, Цетреуси, Цтіовичі, Циховські, Цихоцькі, Ципуріни, Цішевські, Цуревські, Цибульські, Цивінські, Цизарські, Цимбалістові, Цинготи, Цитовичі, Цехановичі, Цешинські, Цешковські.
- Чаплинські, Чапліни, Чапковські, Чарковські, Чарнецькі, Чарновскій, Чарномські, Чарни-Головні, Чарнуцькі, Чахурські, Чайковські, Чекмарьові, Челищеві, Челові, Чельцові, Чемпковські, Чеплевські, Чепурні, Червінські, Червяковські, Черепанови, Череці, Черкавські, Черкасові, Черкаси, Черлениовські, Чорниці, Черниловські-Соколи, Черницькі, Чернобаєві, Чернови, Чернешевичі, Чернявські, Черняки, Черняковські, Чорткові, Часники, Чеховичі, Чеховські, Чеховські-Федотови, Чечоти, Чешихині, Чижевські, Чирикові, Чирякови, Чишинечі, Чоботьки, Чоловські, Чопоські-Прокопенки, Чубинські, Чудинові.
- Шадурські, Шамовські, Шандрипи, Шанявські, Шарамовичі, Шатана-Плюти, князі Шаховські, Шайтари, Шведові, Швертберг-Фон-Крейхелі, Швейківські-Повало, Швогер-Летецькі, Шебекіни, Шеверіни, Шевченко, Шелепінські, Шелінгер, Шелкановцеві, Шелюто-Верьовкіни, Шембек, Шенфельд, Шепелєві, Шепелі, Шептицькі, Шеремедови, Шереміцінські, Шершеневичі, Шестакові, Шибінські-Мокоси, Шидловські, Шилінги, Шіллери, Шимановські, Шиманські, Шимонські, Шинявські, Шипінські, Шиповські, Ширмери, Широкові, Шишкіни, Шкляровські, Шклярові, Шкоти, Шлейснери, Шлейфери, Шмід-Ковальські, Шмоневські, Шпаки, Шперлі, Шпігановичі, Шпіцберги, Шокальські, Шоколи, Шорнелі, Шостаковські, Шостаки, Штам, Штейгер, барони Унгерн-Штернберг, барони фон-Штейнгель, Штейни, фон-Штейни, Шукарські, Шульгині, Шуляченки, Шульци.
- Щоголєві, Щепановські-Домровичі, Щепаньскі, Щербинські, Щербини, Щіржецькі, Щигельські, Щуки.
- Юневичі, Фон-Юнк, Юревичі, Юркевичі, Юрові, Юр'єви, Юскевич-Красковські, Юшкевичі, Ющенко.
- Яблонські, Яблочкові, Явіди, Яворські, Ягелло, Ягимовські, Ягнентковські, Якубовичі, Якубовські, Ялоковські, Яниковські, Яницькі, Янішевські, Янкевичі, Янковські, Яновські, Янушевські, Янчуковські, Янишеві, Ярові, Яроцькі, Ярошевичі, Ярошевич-Бартновські, Ярошинські, Ярузельські, Ясенські, Ясенецькі. Ясенецькі-Войно, Ясинські, Яснікольські, Ясногурські, Ястржембські, Ясенські, Яхимовські, Яхонтові, Яцковські, Ячевські, Яшовські, Ященки.

## Галерея

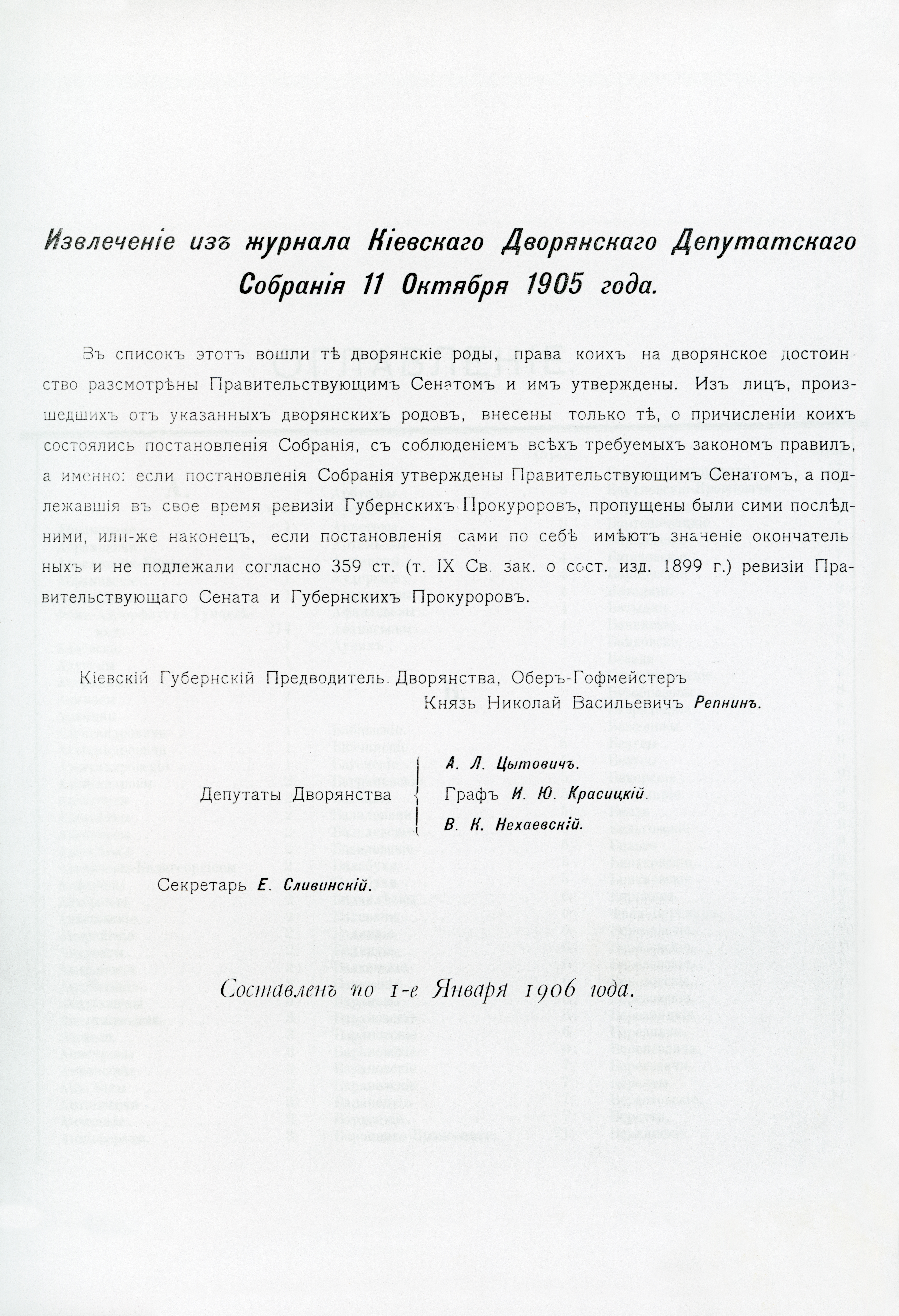
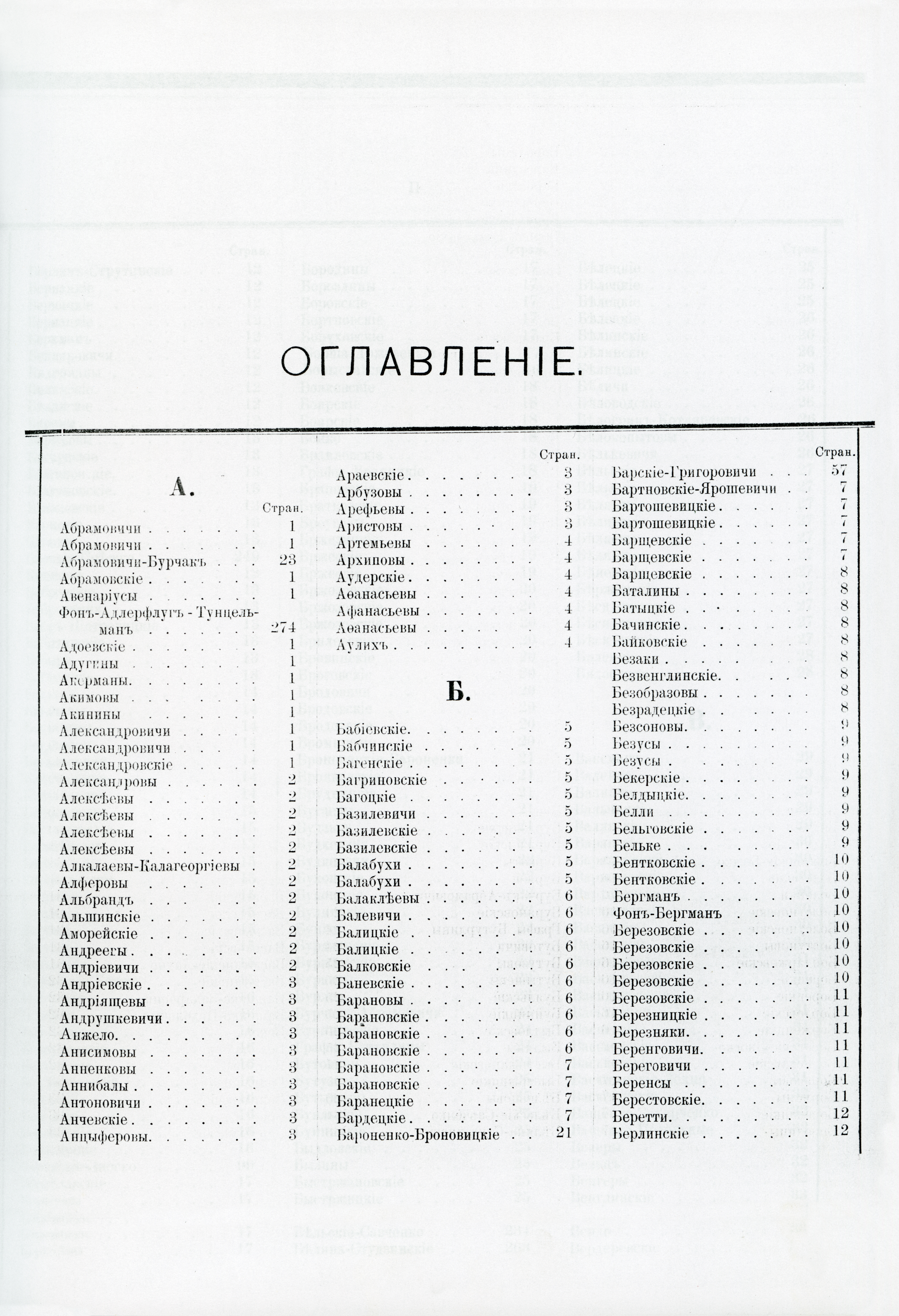
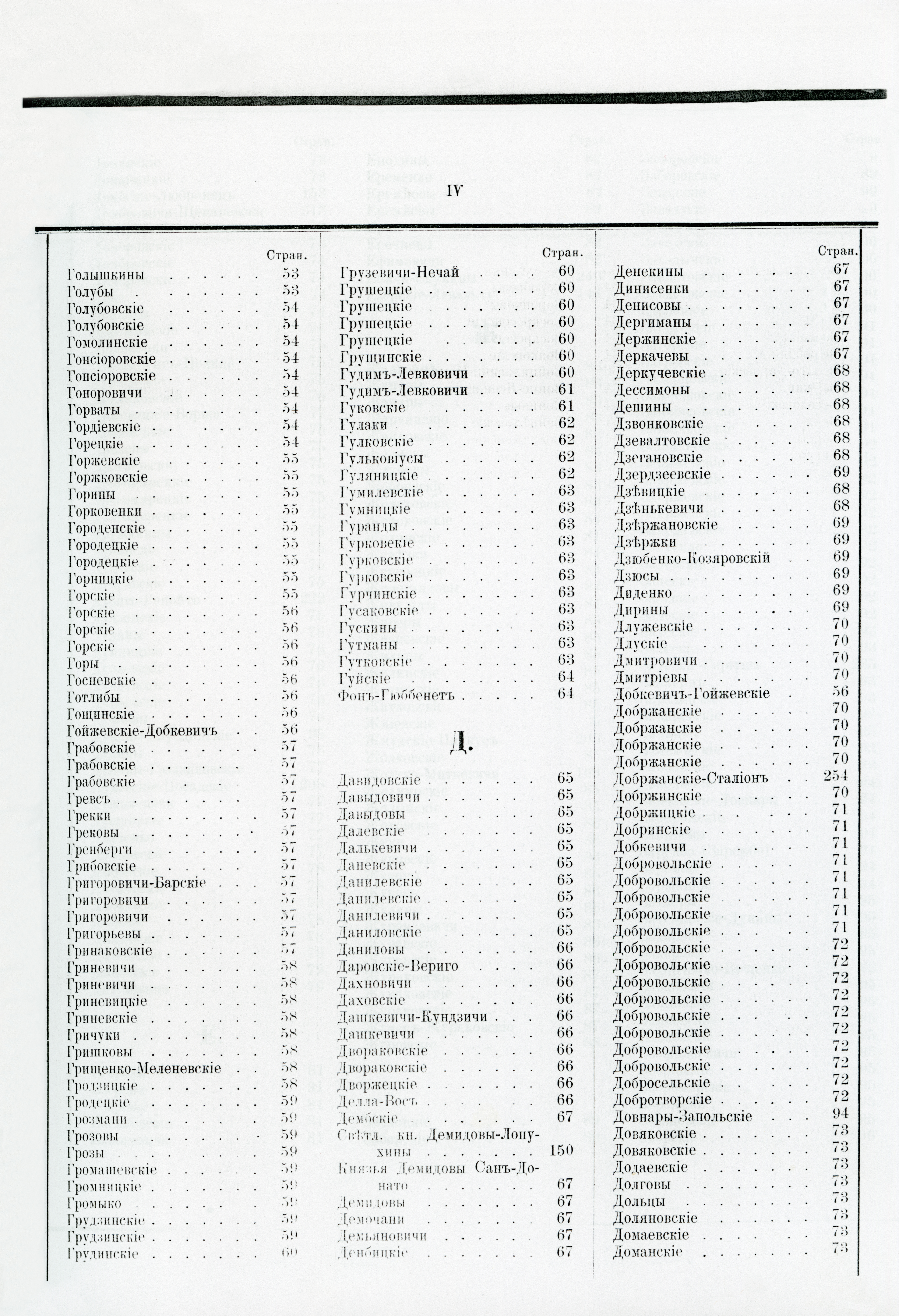
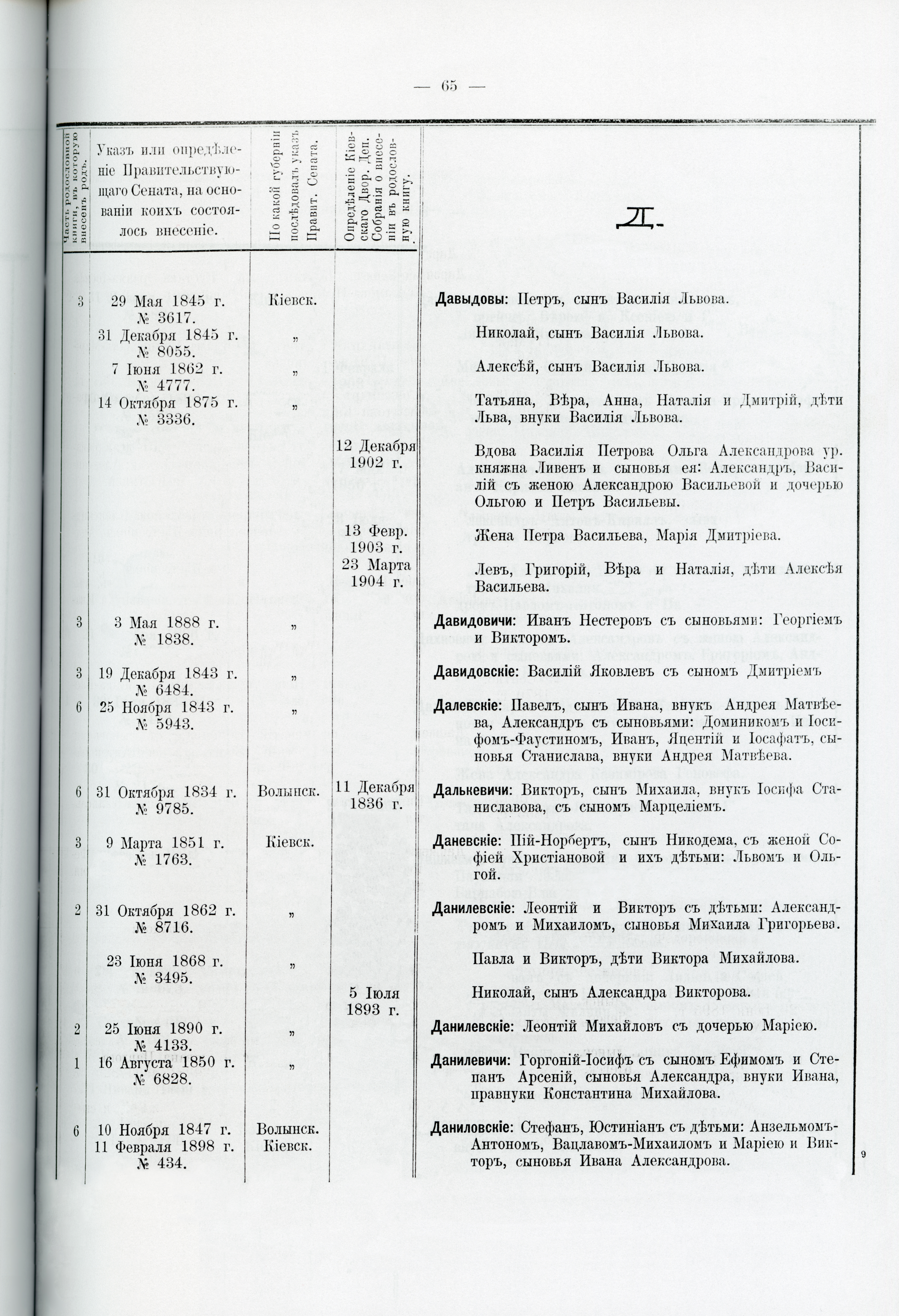
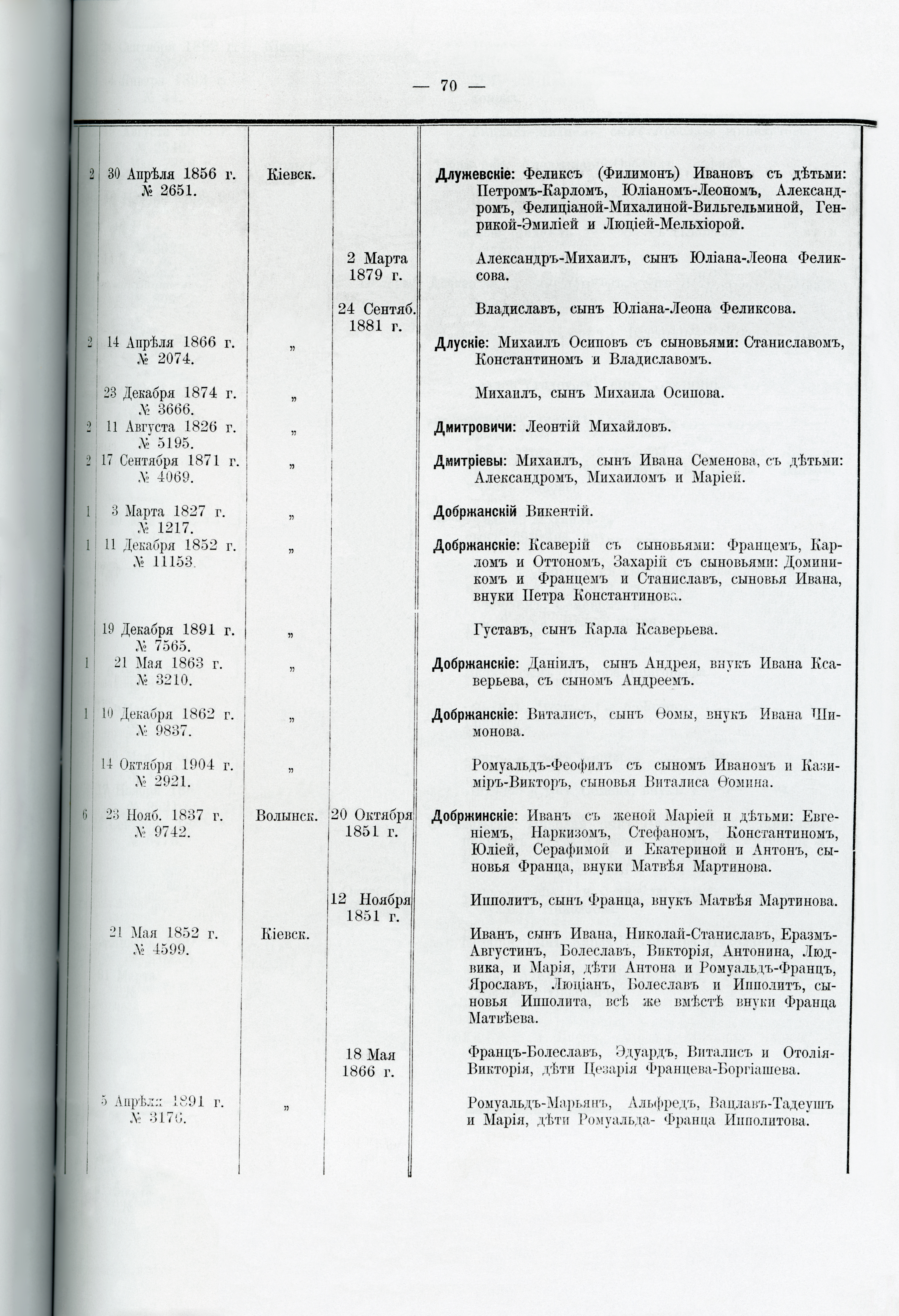
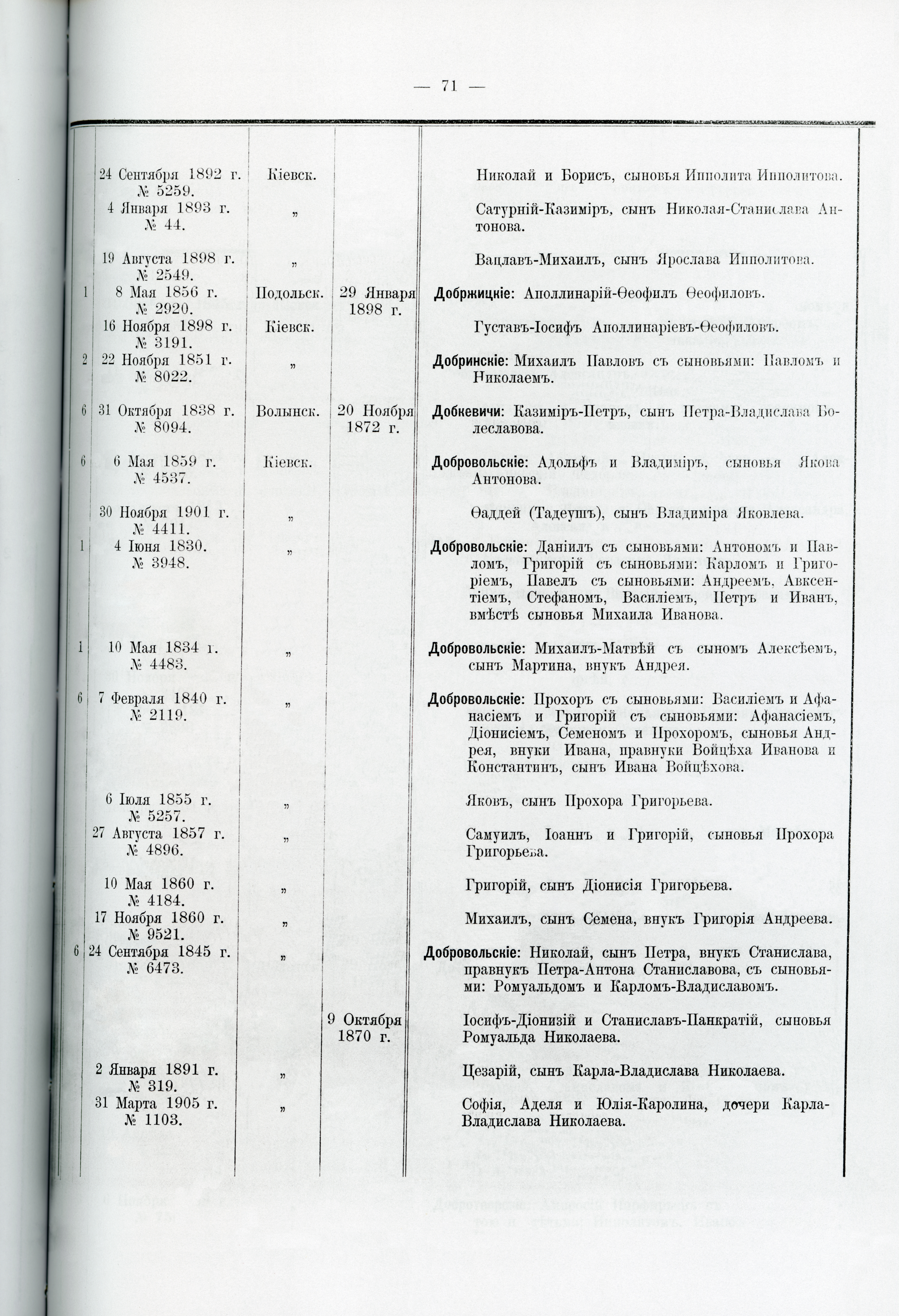
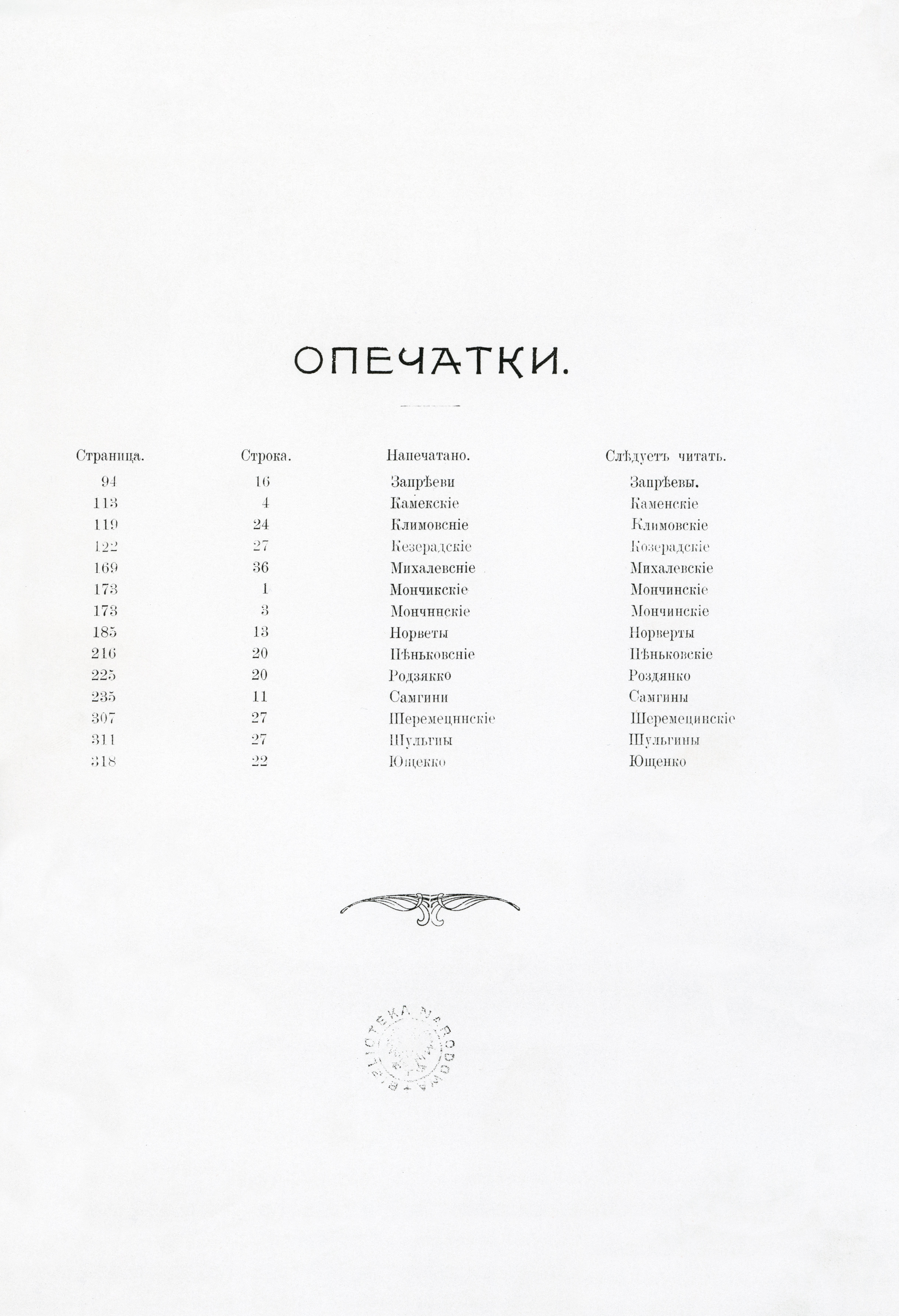